# Space Stars
Space Stars è un programma contenitore televisivo statunitense, creato da William Hanna e Joseph Barbera.
Narrato da Keene Curtis, il programma è affiancato dai segmenti di Space Ghost e Dino Boy, Gli Erculoidi, Teen Force, Asso spaziale e i suoi segugi e Space Stars Finale.
Andata in onda come parte dei Cartoni del sabato mattina, la serie è stata trasmessa per la prima volta negli Stati Uniti su NBC dal 12 settembre 1981 all'8 gennaio 1982, per un totale di 11 episodi (66 segmenti) ripartiti su due stagioni. In Italia è stato trasmesso su Rete 4 dal 28 aprile 1984.

## Trama
Nella sigla è presente una lunga narrazione di Michael Rye che, tradotta in italiano, afferma:
Space Stars! Una galassia di eroi si unì in una battaglia interstellare contro il male! Esplosione di avventure grandi quanto il cosmo stesso! Corse, al limite del tempo, con Space Ghost e i suoi giovani amici! Sciate attraverso l'universo con Space Ace di Asso e i suoi segugi all'azione! E da qualche parte nello spazio, incombe una super-minaccia, la Teen Force! Partecipa con i famosi Erculoidi nelle loro nuove battaglie per preservare la pace sul pianeta Quasar! Adesso... metti a disposizione 60 minuti del tuo tempo in azione, avventura, divertimento... su Space Stars!

## Episodi

### Space Ghost
Nel blocco sono stati realizzati complessivamente 22 nuovi episodi di Space Ghost (due segmenti trasmessi ogni settimana), con un nuovo assortimento di nemici tra cui una versione malvagia di Space Ghost, chiamato Space Spectre (proveniente da un universo alternativo). Il Phantom Cruiser è stato anche dotato di un aspetto più elegante e moderno. Space Ghost viene spesso aiutato dagli Erculoidi, e viceversa (come nella serie originale, quando Space incontrava il "Consiglio del Giudizio"). Inoltre appaiono i membri del Teen Force, Kid Comet, Moleculelad e Elektra. Quest'ultima ha fatto varie apparizioni in questa serie. Gary Owens ripropone il suo ruolo di Space Ghost, ma Tim Matheson è stato sostituito da Steve Spears per la voce di Jace, Ginny Tyler è stata sostituita da Alexandra Stoddart per la voce di Jan e Don Messick è stato sostituito da Frank Welker per i versi di Blip.

#### Episodi
| n° | Titolo originale            | Titolo italiano                   | Prima TV USA      | Prima TV Italia |
| -- | --------------------------- | --------------------------------- | ----------------- | --------------- |
| 1  | Attack of the Space Sharks  | Gli squali spaziali               | 12 settembre 1981 |                 |
| 2  | The Haunted Space Station   | Fantasmi nella stazione spaziale  | 12 settembre 1981 |                 |
| 3  | The Sorceress               | La fattucchiera                   | 19 settembre 1981 |                 |
| 4  | Planet of the Space Monkeys | Il pianeta delle scimmie spaziali | 19 settembre 1981 |                 |
| 5  | The Anti-Matter Man         | L'uomo antimateria                | 26 settembre 1981 |                 |
| 6  | The Space Dragons           | I draghi spaziali                 | 26 settembre 1981 |                 |
| 7  | Starfly                     | La mosca spaziale                 | 3 ottobre 1981    |                 |
| 8  | The Big Freeze              | Il grande gelo                    | 3 ottobre 1981    |                 |
| 9  | The Toymaker                | Space Ghost e il giocattolaio     | 10 ottobre 1981   | 28 aprile 1984  |
| 10 | Microworld                  | Micromondo                        | 10 ottobre 1981   | 28 aprile 1984  |
| 11 | Space Spectre               | Lo spettro spaziale               | 17 ottobre 1981   |                 |
| 12 | Web of the Wizard           | La rete del mago                  | 17 ottobre 1981   |                 |
| 13 | Time Chase                  | Caccia nel tempo                  | 24 ottobre 1981   |                 |
| 14 | The Deadly Comet            | La cometa mortale                 | 24 ottobre 1981   |                 |
| 15 | The Shadow People           | Il popolo ombra                   | 31 ottobre 1981   |                 |
| 16 | Time of the Giants          | Tempo dei giganti                 | 31 ottobre 1981   |                 |
| 17 | City in Space               | La città nello spazio             | 7 novembre 1981   |                 |
| 18 | Nomads                      | I nomadi                          | 7 novembre 1981   |                 |
| 19 | Eclipse Woman               | La donna dell'eclisse             | 14 novembre 1981  |                 |
| 20 | Devilship                   | L'astronave diabolica             | 14 novembre 1981  |                 |
| 21 | The Time Master             | Il padrone del tempo              | 21 novembre 1981  |                 |
| 22 | Spacecube of Doom           | Il cubo spaziale che distrugge    | 21 novembre 1981  |                 |

### Gli Erculoidi
Questa incarnazione de Gli Erculoidi affonda le sue radici nella fiction fantascientifica, con contenuti simili a quelli di Jonny Quest e di Space Ghost. Questa serie si svolge su un lontano pianeta conosciuto come Quasar nella terra di Amzot (il pianeta è stato chiamato così solo in questa serie, anche se Amzot è stato citato per la prima volta nell'episodio "Time Creatures" della serie originale). Sono stati prodotti undici episodi. Mike Road e Virginia Gregg hanno ripreso i loro ruoli rispettivamente di Zandor e Tara. Ted Eccles è stato sostituito da Sparky Marcus come voce di Dorno. Mike Road e Don Messick erano le voci degli Erculoidi.

#### Episodi
| N° | Titolo originale       | Titolo italiano               | Prima TV USA      | Prima TV Italia |
| -- | ---------------------- | ----------------------------- | ----------------- | --------------- |
| 1  | The Ice Monster        | Il mostro di ghiaccio         | 12 settembre 1981 | 2 giugno 1984   |
| 2  | The Purple Menace      | La minaccia purpurea          | 19 settembre 1981 | 12 maggio 1984  |
| 3  | The Firebird           | L'uccello di fuoco            | 26 settembre 1981 | 28 aprile 1984  |
| 4  | The Energy Creature    | Una strana creatura           | 3 ottobre 1981    | 5 maggio 1984   |
| 5  | The Snake Riders       | Gli Erculoidi e i Serpentoidi | 10 ottobre 1981   | 28 aprile 1984  |
| 6  | The Buccaneer          | Il bucaniere                  | 17 ottobre 1981   | 12 maggio 1984  |
| 7  | The Thunderbolt        | La meteorite                  | 24 ottobre 1981   | 19 maggio 1984  |
| 8  | Return of the Ancients | Il ritorno degli antenati     | 31 ottobre 1981   | 19 maggio 1984  |
| 9  | Space Trappers         | Cacciatori dello spazio       | 7 novembre 1981   | 26 maggio 1984  |
| 10 | The Invisibles         | Gli invisibili                | 14 novembre 1981  | 5 maggio 1984   |
| 11 | Mindbender             | Il telepatico                 | 21 novembre 1981  | 26 maggio 1984  |

### Teen Force
La Teen Force è formata da tre giovani studenti superumani, dotati di grandi superpoteri, che useranno in un universo ignoto alternativo che si trova oltre i confini del misterioso Black Hole X, che funziona come collegamento dell'universo in cui esistono gli altri personaggi principali di Space Stars.
La Teen Force è costituita da Kid Comet, che possiede il dono della velocità sovrumana, consentendogli di muoversi ad una velocità superiore a quella della luce e permettendogli di viaggiare nel tempo, Moleculad, che può controllare e regolare la sua struttura molecolare e Elektra, che possiede il dono della telepatia, telecinesi e teletrasporto. Ad accompagnarli ci sono due piccoli alieni azzurri chiamati Plutem e Glax, noti anche come gli Astromites. Il loro principale nemico è Uglor, un mutante tiranno del pianeta Uris (i cui abitanti sono una razza di simiani evoluti) in Galaxy Q-2. La mutazione di Uglor gli ha consentito la capacità di volare e di generare grandi esplosioni energettiche distruttive, dai suoi occhi bionici, che gli hanno permesso di vedere attraverso le illusioni telepatiche di Elektra.

#### Episodi
| n° | Titolo originale    | Titolo italiano             | Prima TV USA      | Prima TV Italia |
| -- | ------------------- | --------------------------- | ----------------- | --------------- |
| 1  | The Death Ray       | Il raggio della morte       | 12 settembre 1981 | 28 aprile 1984  |
| 2  | Nebulon             | Nebulon                     | 19 settembre 1981 |                 |
| 3  | Decoy of Doom       | L'esca del destino          | 26 settembre 1981 |                 |
| 4  | Elektra's Twin      | La gemella di Elektra       | 3 ottobre 1981    |                 |
| 5  | Uglor's Power Play  | Il gioco di potere di Uglor | 10 ottobre 1981   |                 |
| 6  | The Ultimate Battle | La battaglia finale         | 17 ottobre 1981   |                 |
| 7  | Prison Planet       | Il pianeta prigione         | 24 ottobre 1981   |                 |
| 8  | Trojan Teen Force   | Teen Force di Troia         | 31 ottobre 1981   |                 |
| 9  | The Space Slime     | Fango spaziale              | 7 novembre 1981   |                 |
| 10 | Pandora's Warp      | La dimensione magica        | 14 novembre 1981  |                 |
| 11 | Wordstar            | Stella sacra                | 21 novembre 1981  |                 |

### Asso spaziale e i suoi segugi
Asso spaziale e i suoi segugi racconta le avventure di un supereroe umano conosciuto come Asso spaziale, che possiede tre cani chiamati Asso, il cane della famiglia de I pronipoti, Cosmo e Dipper. Insieme, il trio si comporta come degli agenti galattici di polizia che viaggiano attraverso lo spazio esterno. Don Messick ripropone il suo ruolo di Astro.

#### Episodi
| n° | Titolo originale                         | Titolo italiano                            | Prima TV USA      | Prima TV Italia |
| -- | ---------------------------------------- | ------------------------------------------ | ----------------- | --------------- |
| 1  | The Night of the Crab                    | La notte del granchio                      | 12 settembre 1981 | 28 aprile 1984  |
| 2  | Reverso                                  | Reverso                                    | 19 settembre 1981 |                 |
| 3  | Menace of the Magnet Maniac              |                                            | 26 settembre 1981 |                 |
| 4  | The Greatest Show Off Earth              | Il più grande spettacolo fuori dalla terra | 3 ottobre 1981    |                 |
| 5  | Rock Punk                                |                                            | 10 ottobre 1981   |                 |
| 6  | Rampage of the Zodiac Man                |                                            | 17 ottobre 1981   |                 |
| 7  | Will the Real Mr. Galaxy Please Stand Up |                                            | 24 ottobre 1981   |                 |
| 8  | Galactic Vac is Back                     |                                            | 31 ottobre 1981   |                 |
| 9  | The Education of Puglor                  |                                            | 7 novembre 1981   |                 |
| 10 | Jewlie Newstar                           |                                            | 14 novembre 1981  |                 |
| 11 | Wonder Dog                               |                                            | 21 novembre 1981  |                 |

### Space Stars Finale
Space Stars Finale è stato l'ultimo segmento in cui Space Ghost, gli Erculoidi, Asso Spaziale e i suoi segugi e la Teen Force combattono i cattivi dell'universo.

#### Episodi
| n° | Titolo originale            | Titolo italiano             | Prima TV USA      | Prima TV Italia |
| -- | --------------------------- | --------------------------- | ----------------- | --------------- |
| 1  | Dimension of Doom           | Il distorsore di dimensione | 12 settembre 1981 | 28 aprile 1984  |
| 2  | Worlds in Collision         | Mondi in collisione         | 19 settembre 1981 |                 |
| 3  | Polaris                     | Polaris                     | 26 settembre 1981 |                 |
| 4  | Endangered Spacies          |                             | 3 ottobre 1981    |                 |
| 5  | The Olympians               |                             | 10 ottobre 1981   |                 |
| 6  | Magnus                      |                             | 17 ottobre 1981   |                 |
| 7  | The Crystal Menace          |                             | 24 ottobre 1981   |                 |
| 8  | The Outworlder              |                             | 31 ottobre 1981   |                 |
| 9  | Mindwitch                   |                             | 7 novembre 1981   |                 |
| 10 | Uglor Conquers the Universe |                             | 14 novembre 1981  |                 |
| 11 | The Cosmic Mousetrap        |                             | 21 novembre 1981  |                 |